# Ajgezard
Ajgezard – wieś w Armenii, w prowincji Ararat. W 2011 roku liczyła 2994 mieszkańców.